# Sphaeronella insignis
Sphaeronella insignis is een eenoogkreeftjessoort uit de familie van de Nicothoidae. De wetenschappelijke naam van de soort is voor het eerst geldig gepubliceerd in 1897 door Hansen.